# Koloa Talake
Koloa Talake (1934. június 7. – 2008. május 26.) tuvalui politikus, miniszterelnök.

## Politikai pályafutása
2001-2002-ben Faimalaga Luka megbuktatása után kilenc hónapig Tuvalu miniszterelnöke volt.
Egy amerikai vállalattal tárgyalt a .tv internetes legfelső szintű tartomány kód eladásáról, így biztosítva bevételt az erőforráshiányos országnak. 2002-ben másik két ország (Kiribati, Maldív-szigetek) vezetőivel megpróbálták rávenni az USA-t, hogy írja alá és tartsa be a Kiotói megállapodást, és csökkentse az üvegházhatású gázok kibocsátását, különben ezeket az országokat a tengerszint emelkedése eltünteti a térképről.
A 2002-es választásokon Talake nem került be a parlamentbe. Ezt követően gyerekeihez Új-Zélandra, Aucklandbe költözött.